# Joseph Philippe Lemercier Laroche
Joseph Philippe Lemercier Laroche (26 de maio de 1886 – 15 de abril de 1912) foi um engenheiro haitiano educado em Paris. Ele é o único passageiro conhecido de ancestrais Africanos na malfadada viagem inaugural do RMS Titanic. Laroche colocou sua esposa francesa que estava grávida e suas filhas dentro do bote salva-vidas; elas sobreviveram mas ele não. A filha de Joseph, Louise Laroche (2 de julho de 1910 – 28 de janeiro de 1998) foi uma das últimas sobreviventes remanescentes do naufrágio do RMS Titanic em 15 de abril de 1912.
LaRoche, ópera de três atos do compositor de Atlanta, Geórgia, Sharon J. Willis, é baseada em sua vida e fez parte em 2003 do festival National Black Arts Festival, estreando no Callanwolde Fine Arts Center em 18 de julho daquele ano.

## Vida
Aos 15 anos de idade, Joseph foi enviado para Beauvais, França para estudar. Após se graduar em engenharia, se casou com uma mulher francesa chamada Juliette Lafargue. Entretanto, ele não pôde encontrar trabalho correspondente às suas qualificações devido à cor de sua pele em uma sociedade racista. Cansado de viver às custas de seu sogro, vendedor do vinho, ele decidiu voltar para o Haiti com sua família. Seu tio, Cincinnatus Leconte, o Presidente do Haiti, arranjou um trabalho para ele como professor de matemática.
Simonne Marie Anne Andrée Laroche nasceu em Paris, França em 1909; e sua irmã, Louise Laroche, nasceu em 2 de julho de 1910.

## Viagem
A família planejava deixar a França no final de 1912, mas Juliette descobriu que estava grávida pela terceira vez e Joseph decidiu antecipar a viagem para que assim a criança nascesse no Haiti.
A mãe de Joseph comprou uma passagem de primeira classe para a família a bordo do transatlântico SS France. Os Laroches souberam da política da Compagnie Générale Transatlantique estipulando que as crianças deveriam permanecer no berçário e não eram autorizadas a jantar com seus pais. Desapontado com esta política, eles trocaram seus bilhetes para uma passagem de segunda classe a bordo do RMS Titanic.
O Titanic era muito grande para o porto em Cherbourg-Octeville e a White Star Line transportou os passageiros que embarcavam em Cherbourg no SS Nomadic. A família embarcou como passageiros da segunda classe em 10 de abril de 1912.

### A bordo doTitanic
Logo após o RMS Titanic ter atingido o iceberg às 23:40 de 14 de abril, Joseph acordou Juliette e lhe disse que o navio tinha sofrido um acidente. Ele colocou todos os seus objetos de valor nos bolsos e ele e sua esposa levaram cada uma das crianças que ainda dormiam para o convés superior do navio. Não se sabe ao certo em que bote salva-vidas Juliette e suas filhas embarcaram, embora Juliette se lembrasse de que uma condessa estava no bote. Havia uma condessa, Noël Leslie, Condessa de Rothes, a bordo do navio que escapou no bote salva-vidas 8, então é provável que Juliette, Simonne e Louise escaparam a bordo deste bote. Joseph morreu no naufrágio do Titanic; seu corpo nunca foi recuperado.
Mais tarde na manhã de 15 de abril, Juliette e suas filhas foram resgatadas pelo RMS Carpathia. As duas jovens irmãs foram içadas até o convés do navio em sacos de pano. A bordo do Carpathia, Juliette achou muito difícil conseguir lençóis que ela poderia usar como fraldas para suas filhas.
Como não havia nada que pudesse ser usado, Juliette improvisou e, no final de cada refeição, sentava-se com guardanapos, escondia-os e fazia fraldas depois de retornar à cabine. O Carpathia chegou em Nova Iorque em 18 de abril. Como não havia ninguém que recebesse  Juliette e suas filhas, ela decidiu não continuar no Haiti. Em vez disso, ela voltou para sua família em Villejuif, França. A família chegou ao local no mês seguinte e foi lá que Juliette deu à luz o terceiro filho de nome Joseph, em homenagem ao seu falecido marido.

## Louise, anos depois
Em março de 1995, Louise subiu a bordo do SS Nomadic pela primeira vez desde 1912 quando este a carregou e sua família para o Titanic do porto de Cherbourg. Estava junto de outra sobrevivente do Titanic, Millvina Dean. Naquele mesmo ano, Louise estava presente no Titanic Historical Society celebrando os passageiros do Titanic que partiram daquele porto.
Louise Laroche morreu em 28 de janeiro de 1998 aos 87 anos de idade. Sua morte deixou na época oito passageiros vivos remanescentes do Titanic.